# KJT
Pour les articles homonymes, voir KJT (homonymie).
KJT, de son vrai nom Emmanuel Cormier Cotnoir, est un rappeur originaire de la ville de Québec. 

## Biographie
Emmanuel Cormier Cotnoir développe un intérêt pour le hip-hop québécois à l'école secondaire et a ensuite animé l'émission radiophonique Les Arshitechs du son sur les ondes de CHYZ 94.3 FM, la station de radio de l'Université Laval, pendant 10 ans entre 2010 et 2020. Il participe également et anime des soirées d'improvisation musicale Mardi Open Jam au District Saint-Joseph durant 6 ans, qu'il considère comme son « gym » pour se perfectionner en tant qu'artiste.
Il est motion designer et participe à la réalisation de nombreuses vidéos dans le paysage culturel québécois. Il réalise aussi la grande majorité des génériques d'introduction pour les Rap Contenders, la ligue de battle rap a cappella basée à Paris, depuis les RC2.
Il remporte la grande finale de l'émission La Fin des faibles 2 diffusée sur Télé-Québec et produite par URBANIA, en mai 2022,,,. Et obtient la 3e position à la finale mondiale du "MC Challenge End of the Weak" à New-York en 2023.
Le 20 septembre 2024, il diffuse son premier album "Lettres de noblesse".